# Proba distanti
Proba distanti är en insektsart som först beskrevs av Atkinson 1890.  Proba distanti ingår i släktet Proba och familjen ängsskinnbaggar. Inga underarter finns listade i Catalogue of Life.